# Тарас Шевченко-Грушівський: Хроніка його життя
Тарас Шевченко-Грушівський: Хроніка його життя — книга українського письменника Олександра Кониського. Перша ґрунтовна біографія Тараса Григоровича Шевченка. Перший том вийшов у 1898 році у Львові і є авторським виданням, другий — друкувався по смерті автора (Львів, 1901). Книга була перевидана у 1991 році видавництвом художньої літератури «Дніпро».